# Manabu Murakami
Manabu Murakami (村上学 Murakami Manabu?) (21 de agosto de 1984) es un luchador profesional japonés, también conocido por sus nombre artísticos Manjimaru y Maguro Ooma.

## Carrera

### Toryumon (2002-2004)
Murakami debutó en Toryumon Mexico el 7 de diciembre de 2002, haciendo equipo con Takeshi Yamamoto para derrotar a Kenichi Sakai & Naoki Tanizaki. Tras un tiempo, Manabu adoptó el gimmick de un excéntrico luchador de artes marciales mixtas basado en Kazunari Murakami, vistiendo un fundoshi, guantes sin dedos y calzado de vendas, y usando movimientos con connotaciones sexuales contra sus contrincantes. Manabu comenzó a aparecer en Toryumon X, donde entró en un feudo con el grupo Mini Crazy MAX (Mini CIMA, SUWAcito, TARUcito & Small Dandy Fujii), con el que se enfrentó en múltiples ocasiones. A finales de 2004, Toryumon X cerró y sus luchadores, incluyendo Manabu, fueron liberados de sus contratos.

### Michinoku Pro Wrestling (2004-presente)
Murakami comenzó a aparecer en Michinoku Pro Wrestling a mediados de 2004. Después del cierre de Toryumon X, Manabu fue contratado por esta empresa, y el 3 de diciembre cambió su nombre a Maguro Ooma (大間まぐ狼 Ooma Maguro?) y su gimmick al de un pescador japonés, también vistiendo un fundoshi. Maguro entró en un feudo cómico con Tsubo Genjin, seguido de otro mucho más serio con Junji Tanaka. Más tarde Ooma pasaría a usar un atuendo más tradicional, con pantalones anchos y jika-tabi.
Maguro pasó un año como face en la empresa, hasta que en 2005 se volvió heel y se unió al grupo STONED, dirigido por Kagetora. En ese entonces, Maguro comenzó a usar un estilo de lucha mucho más violento y basado en el hardcore, usando frecuentemente armas y objetos ilegales para atacar a sus rivales.
En 2008, Maguro se unió al grupo Kowloon, dirigido por Hayato Fujita, y formó un equipo con Takeshi Minamino, recibiendo ambos el apodo de "Toneri Family". En 2009, ambos ganaron el Futaritabi Tag Team Tournament 2009 tras derrotar a Kenou & Rui Hiugaji, lo que les concedía un combate por el MPW Tohoku Tag Team Championship contra los campeones del momento, Kinya Oyanagi & Kesen Numajiro, a los que vencieron finalmente para ganar el título. Ooma y Minamino retuvieron el campeonato numerosas veces, ante equipos como Kei Sato & Shu Sato y The Great Sasuke & Último Dragón, llegando al siguiente Futaritabi Tag Team Tournament todavía con el título en su poder. Pero, inesperadamente, el dúo fue derrotado en la final por Yapper Men (Yapper Man #1 & Yapper Man #2), perdiendo la liga y el campeonato. Poco después, Maguro cambió su nombre a Manjimaru, el que había sido hasta entonces su nombre fuera de MPW.
En 2012, después de que Taro Nohashi, Kei Sato y Shu Sato se rebelasen contra Hayato y le expulsaran de Kowloon, Manjimaru y Minamino permanecieron a su lado, intentando infructuosamente salvarle de una paliza de ellos tres y del hasta entonces face Kenou, quien les encabezó bajo el nombre colectivo de Asura. Por su parte, Fujita y sus dos aliados se crearían Bad Boy para oponerse a ellos.

### Pro Wrestling El Dorado (2006-2008)
Como miembro de STONED, Maguro comenzó a aparecer en Pro Wrestling El Dorado desde su fundación, pero aquí bajo el nombre de Manjimaru (卍丸 Manjimaru?). En su primer combate en la empresa, Manjimaru entró en un feudo con Mototsugu Shimizu. Sin embargo, la brutalidad del estilo de lucha de ambos produjo tales daños al atrezzo de El Dorado que Noriaki Kawabata, director de la empresa, multó a Manjimaru -y a Shimizu como cómplice- por dichos destrozos (kayfabe), por lo que tuvieron que aliarse forzosamente para pagarlas con el premio del torneo Treasure Hunters Tag Tournament 2006. Aunque formaban un equipo eficaz, Shimizu y Manjimaru se atacaban constantemente, dificultando su trabajo en el ring: aunque consiguieron llegar a la semifinal, fueron derrotados por Dick Togo & Shuji Kondo. 
La semana siguiente, después de que tanto YASSHI como Shimizu & Manjimaru pidiesen a Kondo su dinero por caridad para pagar sus respectivas deudas, Kawabata estableció un combate entre el equipo de YASSHI y el de Kondo; si YASSHI ganaba, el dinero sería repartido entre YASSHI y Shimizu. Efectivamente, YASSHI y su equipo Nanking Fucking Wrestlim Team ganaron y Shimizu se dispuso a pagar la deuda, pero Manjimaru le detuvo -a golpes- y sugirió que Mototsugu y él produjeran el siguiente programa de El Dorado con el dinero para sacar beneficio. Durante el show, cuyo combate principal era entre Shimizu y Manjimaru para decidir quién se quedaría con todo el dinero recaudado, y que se acabó convirtiendo en una Battle Royal, Shimizu logró ganar el dinero, pero sorprendentemente se lo entregó al final a Manjimaru para que se costease la cirugía de una lesión de hombro, reconciliándose ambos por primera vez. Esa noche, el equipo se deshizo hasta el retorno de Manjimaru, prometiendo con humor mayores destrozos para El Dorado la próxima vez.
En diciembre de 2009, Manjimaru reapareció como miembro de Hell Demons, un grupo heel fundado de los restos de STONED.

### Secret Base (2009-presente)
Tras el cierre de El Dorado, Murakami comenzó a aparecer en la siguiente encarnación de la empresa, Secret Base, al lado de otros miembros de Toryumon. El 19 de julio de 2010, Murakami revivió su antiguo gimmick de luchador de artes marciales mixtas durante un evento promovido por Último Dragón, en el que hizo equipo con Hisamaru Tajima y Toru Owashi para enfrentarse a Los Salseros Japóneses (Takeshi Minaminno, Pineapple Hanai & Banana Senga).

### Kensuke Office Pro Wrestling (2009-2011)
A partir de agosto de 2009, Manjimaru comenzó a aparecer regularmente en Kensuke Office Pro Wrestling, territorio de desarrollo de Pro Wrestling NOAH y Dragon Gate.

## En lucha
- Movimientos finales
  - Manji Otoshi[1][2] (Over the shoulder sitout belly to belly piledriver) - 2005-presente
  - SKB[6] (Sitout front slam) - 2002-2005
  - Step-up running hip attack[7]

- Movimientos de firma
  - SHINJO[8] (Shinai shot al pecho del oponente, a veces desde una posición elevada)
  - Bridging German suplex
  - Cross armbar[9]
  - Giant swing
  - Leaping hip attack,[1][2] a veces desde una posición elevada
  - Múltiples stiff roundhouse kicks al torso del oponente
  - Osoto otoshi
  - Running lariat
  - Second rope springboard moonsault[2]
  - Suicide slingshot somersault senton
  - Scoop brainbuster
  - Sitout belly to back piledriver
  - Sleeper hold
  - Stink face
  - Superkick
  - Triangle choke

## Campeonatos y logros
- Apache Pro Wrestling
  - WEW Tag Team Championship (1 vez) - con Takeshi Minamino

- Michinoku Pro Wrestling
  - MPW Tohoku Tag Team Championship (1 vez) - con Takeshi Minamino
  - UWA World Trios Championship (1 vez) - con Kei Sato & Shu Sato
  - Futaritabi Tag Team Tournament (2009) - con Takeshi Minamino